# Patrick Tschan

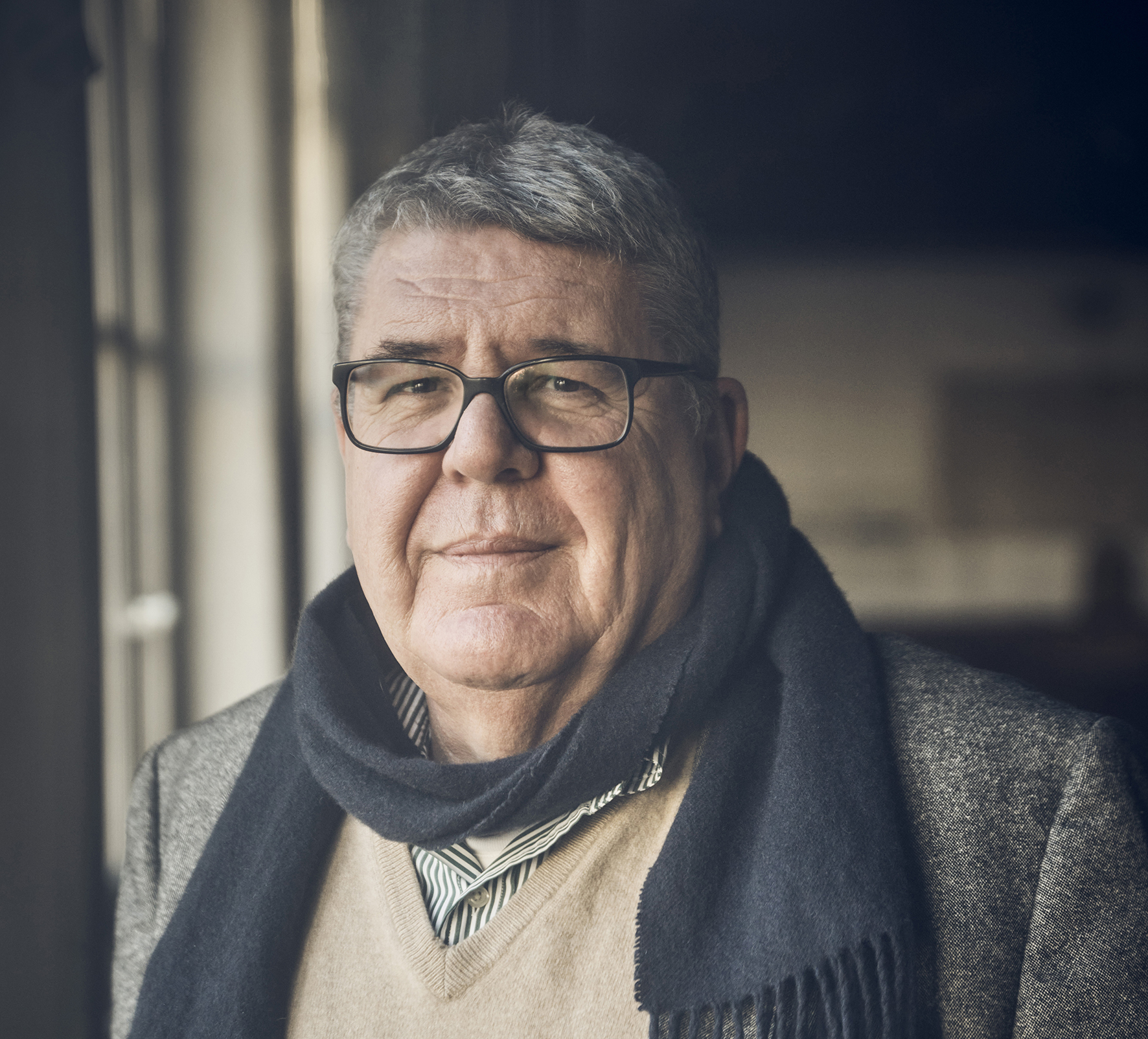
Patrick Tschan (2022)

Patrick Tschan (* 24. Januar 1962 in Basel, Schweiz) ist ein Schweizer Schriftsteller.

## Leben
Tschan studierte an der Universität Basel Geschichte, Germanistik und Philosophie. Gleichzeitig schrieb er ein Theaterstück, Die Teufelsbrücke, und führte es mit Kommilitonen auf. Es folgten als Regisseur drei weitere Theaterarbeiten, Das Kalbsfell von Hansjörg Schneider, Die drei kurzen Spiele von Federico Garcia Lorca und Die Gespenstersonate von August Strindberg, mit semiprofessionellen Ensembles. Seinen Lebensunterhalt bestritt er als Texter/Konzepter und später als Creative Director und Miteigentümer diverser Werbeagenturen. Tschan arbeitete eng mit Ernst Beyeler zusammen. Er hatte die Federführung für die Corporate Identity und das Corporate Design der Fondation Beyeler inne. Tschan wurde 2009 zum ersten Kommunikationsverantwortlichen der GGG Basel (Gesellschaft für das Gute und Gemeinnützige, gegründet 1777) gewählt.
Er ist Präsident des Vereins wydeKANTINE, der die gleichnamige Kulturkantine im Ex-Metallwerke-Areal in Dornach führt.
Patrick Tschan ist verheiratet und hat einen Sohn. 

## Literarisches Werk
Als erster Roman erschien 2011 Keller fehlt ein Wort (Braumüller Verlag, Wien). Es ist die Geschichte eines Mannes, der durch einen Hirnschlag seine Sprache verlor und sich wieder ins Leben zurückkämpft. Keller fehlt ein Wort besticht durch die schonungslos ehrliche und humorvolle Art des Protagonisten im Umgang mit seinem Schicksal. Für seinen Erstling erhielt Patrick Tschan den Anerkennungspreis für Literatur der Stadt Solothurn 2012. Bereits im Herbst 2012 veröffentlichte er seinen bislang erfolgreichsten Roman Polarrot (Braumüller Verlag, Wien, 2012). Polarrot, von der Kritik als Schelmenroman in der Tradition von Felix Krull, Thomas Mann, aufgenommen, schildert den Aufstieg des Toggenburger Ziegenhirtes Jakob Breiter zum Goldschmuggler und Menschenhändler. Grundlage für seine Karriere vor und während des Zweiten Weltkriegs ist die Anstellung als Verkäufer der Textilfarbe «Polarrot» durch den Basler Chemiekonzern Gugy. «Polarrot» war das Rot der Hakenkreuzfahnen der NSDAP und des Deutschen Reiches. Polarrot wurde 2018 unter der Regie von Daniela Kranz vom Theater Basel dramatisiert. Es folgte 2015 Eine Reise später (Braumüller Verlag, Wien 2015). Es ist die Geschichte eines Paares, das sich in der Jugend leidenschaftlich geliebt hatte und das dieselbe Reise, die damals zur Trennung führte, 35 Jahre später wiederholt. 2019 erschien Der kubanische Käser beim Zytglogge Verlag, Basel. Der Roman erzählt von einem jungen Burschen, der aus Liebeskummer 1620 in den dreissigjährigen Krieg gerät, eine Wundertat begeht und  wegen der Inquisition in Kuba landet, wo er Käse macht. Der fünfte Roman Schmelzwasser handelt von der Buchhändlerin Emilie Reber, die zwischen 1947 und 1963 das Schweigen und die gesellschaftlichen Verkrustungen der Nachkriegszeit mit Literatur aufzubrechen versucht. Allein schafft sie es nicht, aber gemeinsam mit zwei Freundinnen und einem Freund, mit Frisuren, Jeans, Beate Uhse und Rock'nRoll mischen sie die Kleinstadt am Bodensee mächtig auf. Um die Gleichzeitigkeit vom Bau des Goetheanums 1914 und der Grossproduktion von Zündern für die kriegführenden Parteien Europas durch die Metallwerke Dornach, handelt das 2024 an den Originalschauplätzen uraufgeführte Theater «Zünder». Regie: Georg Darvas. Daneben veröffentlichte Tschan diverse Kurzgeschichten, Essays und Artikel für Die Zeit, SWR2, Frankfurter Allgemeinen Zeitung, Neue Rundschau, AZ/BZ, «SlowFood» sowie in unterschiedlichen Anthologien. Er war regelmässiger Kolumnist der Basler Zeitung und dem Fussballmagazin "Zwölf".

## Werke
- 2024: Zünder, Theaterstück, Uraufführung 15. August 2024, Spielstätten Goetheanum Dornach (Schreinerei-Saal) und Lagerhalle Ex-Metallwerke Dornach. Text und Produktion
- 2022: Schmelzwasser, Braumüller Verlag, Wien 2022, ISBN 978-3-99200-330-3.
- 2019: Der Kubanische Käser, Zytglogge Verlag, Basel, ISBN 978-3-7296-5005-3.
- 2017: Die Lumpensammlerin, Kurzgeschichte, Helbing Lichtenhahn Verlag, Basel, ISBN 978-3-7190-4032-1
- 2015: Eine Reise später, Roman, Braumüller Verlag, Wien, ISBN 978-3-99200-141-5
- 2012: Polarrot, Roman, Braumüller Verlag, Wien, ISBN 978-3-99200-069-2
- 2011: Keller fehlt ein Wort, Roman, Braumüller Verlag, Wien, ISBN 978-3-99200-020-3
- 2001: Carschenna. In der Anderswelt von Graubünden
- 2000: Carschenna. Eine Anderswelt von Graubünden
- 1985: Die Teufelsbrücke, Theaterstück

## Förderungen/Auszeichnungen
- Die Romane Keller fehlt ein Wort, Polarrot und Eine Reise später wurden jeweils von der Literaturförderung Basel-Stadt/Basel-Landschaft und dem Kanton Solothurn gefördert.
- 2012 erhielt Patrick Tschan den Anerkennungspreis für Literatur der Stadt Solothurn.
- Pro Helvetia, Werkbeitrag, 2014.[7]